# Družetić
Družetić (cyr. Дружетић) – wieś w Serbii, w okręgu maczwańskim, w gminie Koceljeva. W 2011 roku liczyła 591 mieszkańców.